# 天比高 (住宅)
天比高（英語：Skyhigh）是香港一所豪華住宅，位於香港島太平山區歌賦山普樂道10號。自1974年至1990年期間，天比高是香港上海滙豐銀行的「大班屋」，佔地近44,000平方呎，直至1990年滙豐銀行以8500萬港元售予前八佰伴主席和田一夫。1996年，和田一夫出現財困，把住宅以當時最高紀錄的3.7億港元售予時為明珠興業主席黃坤，當時黃坤打算把天比高拆卸，欲分拆成五幢獨立式洋房出售，未興建便率先以一億八千萬元售出Ｃ屋，惜1997年亞洲金融風暴一至，該住宅隨即成為銀主盤。
2004年，影星周星馳以3.2億港元購入並引入發展商菱電發展合作重建，並向地政總署申請改建成共四座樓高三層的獨立大屋，而所在的地的門牌亦有更改，由以往普樂道10號，改為普樂道10、12、16、18號（不設普樂道14號門牌）。2008年年初售出普樂道16號屋予施展望，成交價3.8億（2008年发生金融危机之后，該屋2009年转手价下降至3.5亿）。2009年，售出普樂道18號屋予朱慧恒，成交價3億元。2011年，售出普樂道10號屋予徐穗宣，成交價8億元，呎價達9.6萬元。12號屋由周星馳保留自住。
2012年9月，于文鳳向周追討涉及天比高物業利益的八千萬元佣金，但是周只給她一千萬元便拒再付款，于於是控告周星馳，向他追討逾七千萬元佣金欠款。2015年1月25日，由於于文鳳的申索陳述書不清晰而被法官下令修改，但修改後法官認為既然物業仍未出售，周並未賺取利潤，故毋須向于支付佣金，並將訴訟撤銷。